# اورستیا
اورستیا (یونانی Ὀρέστεια) سه‌گانه‌ای از تراژدیهای یونانی، شامل نمایشنامه‌های آگاممنون، نیازآوران و الاهگان انتقام است که توسط آشیلوس (آیسخلوس) نوشته شده و سرانجامِ نفرینی را که خاندان آترئوس به آن گرفتار شده، بیان می‌کند. اورستیا در اصل شامل نمایش دیگری به نام پروتئوس نیز بوده که امروزه متن آن موجود نیست. به احتمال زیاد، در ابتدا واژه «اورستیا» برای هر چهار نمایش به کار می‌رفته و «هر کدام از سه نمایش‌نامهٔ مجزای این سه‌گانه احتمالاً نام جداگانه نداشته‌اند.» اما امروزه، تنها در مورد نمایشنامه‌های باقی‌مانده به کار می‌رود.
کلیت این مجموعه، تغییر فرهنگی جامعه را دربارهٔ موضوع عدالت، از حالتی سنتی و مبتنی بر انتقام‌جویی شخصی در آرگوس، به نظامی قضایی و قانونی در آتن نشان می‌دهد.
افراد شناخته‌شدهٔ بسیاری در طول تاریخ دربارهٔ تأثیرگذاری اورستیا سخن گفته‌اند. از جمله، یوهان ولفگانگ گوته اورستیا را «شاهکار شاهکارها» خوانده است و چارلز سوینبرن آن را «بزرگ‌ترین دستاورد ذهن انسان». پژوهشگر آثار کلاسیک، بورا، می‌نویسد که آشیول «بیش از هر کس دیگر بنیان‌های حقیقی تراژدی را بنا نهاد و به آن جسم و روحی متفاوت از سایر انواع نظم بخشید». ریچارد واگنر دربارهٔ تجربهٔ آشنایی با اورستیا می‌نویسد «می‌توانستم اورستیا را به چشم جان ببینم. هیچ چیز با احساس والایی که آگاممنون در من برانگیخت قابل قیاس نیست و تا پایان الاهگان انتقام در فضایی بودم که آن‌قدر با امروز و اینجا فاصل داشت که از آن پس هرگز نتوانسته‌ام خود را با ادبیات مدرن آشتی دهم». ریچارد لتیمور در اینباره می‌نویسد: «ویژگی اورستیا به عنوان یک سه‌گانه در این است که آن‌قدر از مرزهای یک اجرای دراماتیک فراتر می‌رود که تا به آن زمان اتفاق نیفتاده بود و از آن زمان نیز اتفاق نیفتاده است.» دنیل برت می‌نویسد: «سه نمایشی که در کنار هم اورستیا را می‌سازند… به مثابهٔ سه پرده از درامی حماسی هستند که به لحاظ وسعت، عظمت و اهمیت معنوی و فرهنگی با حماسه‌های هومر، آنائید ویرژیل، کمدی الهی دانته و بهشت گمشدهٔ جان میلتون قابل قیاس است.»

## آگاممنون

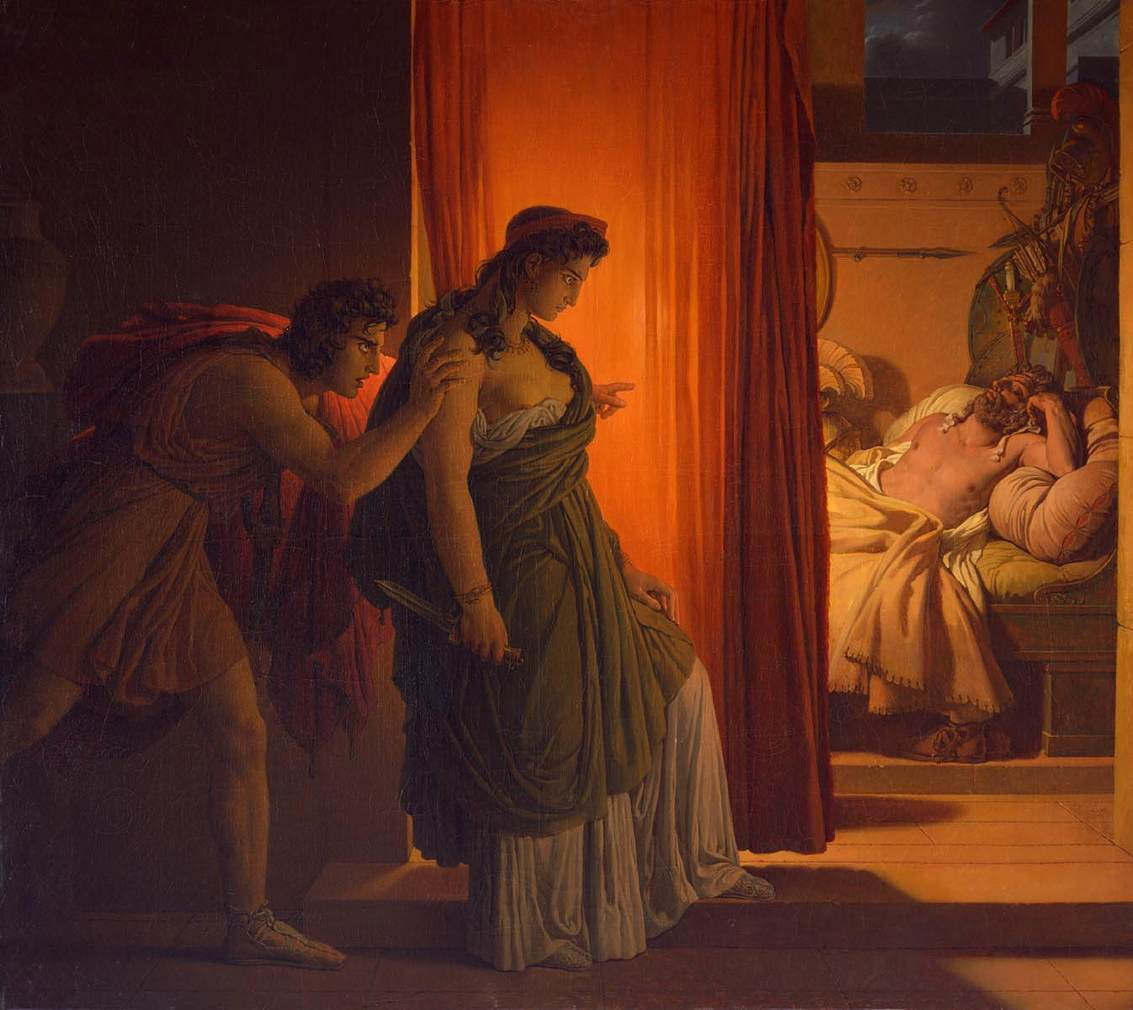
اورستیا

### پیش‌درآمد
نمایشنامه آگاممنون (انگلیسیAgamemnōn، یونانیἈγαμέμνων) به شرح بازگشت آگاممنون، شاه آرگوس، از جنگ تروا می‌پردازد. او پس از ده سال جنگ و دوری از کشور، خوشحال از پیروزی قدم به کاخ می‌گذارد، در حالی که از نقشه‌ای که همسرش کلوتایمنسترا برای قتل او کشیده بی‌خبر است. انگیزه کلوتایمنسترا از این تصمیم، یکی گرفتن انتقام قتل دخترش ایفیگنیا است که توسط آگاممنون در آغاز این جنگ قربانی شده بود تا بادهای موافق، کشتی‌های یونانیان را در رسیدن به تروا یاری کنند. انگیزه دیگر او، رابطهٔ عاشقانه‌ای است که در غیبت ده سالهٔ آگاممنون، با آیگیستوس، برادرزاده آگاممنون برقرار کرده‌است. آیگیستوس تنها بازماندهٔ آن بخش از خاندان پادشاهی آترئوس است که توسط آگاممنون از رسیدن به سلطنت بازماندند. او مصمم است مقام پادشاهی آرگوس را که حق خود می‌داند از آگاممنون پس بگیرد.

### طرح داستان
نمایشنامه با مونولوگ نگهبان کاخ آغاز می‌شود و شکوهٔ او از این که یک سال است «همچون سگی گوش تیز کرده» بدون استراحت «بر بام این کاخ بیدار مانده‌ام» و «هنوز چشم به راه شعلهٔ آن آتشم» که «مژدهٔ فتح تروا را به اینجا برساند». خبری که کلوتایمنسترا، زنی «که در سینهٔ زنانه‌اش اراده‌ای مردوار، امیدی دیرینه را پروریده» در انتظار آن است. نگهبان بر فرجام شومی که در انتظار خاندان پادشاهی است افسوس می‌خورد اما سکوت می‌کند که «گویی نره گاوی کلان بر زبان من گذشته است» و «باقی آنچه می‌ماند رازی است».
سرانجام آگاممنون بازمی‌گردد، در حالی که کاساندرا، دختر پریام، شاه تروا را به عنوان کنیز با خود به یونان آورده‌است. پس از آن‌که نگهبان سکوت می‌کند، سالخوردگان کاخ در قالب گروه همسرایان، وارد می‌شوند و به شرح آنچه در این ده سال اتفاق افتاده و امیدها و نگرانی‌هایی که داشته‌اند می‌پردازند.
بخش میانی نمایشنامه به مشاجره‌ای بین آگاممنون و کلوتایمنسترا مربوط می‌شود. کلوتایمنسترا که ریاکارانه، چهرهٔ همسری عاشق‌پیشه و چشم به راه شوهر را به خود گرفته، از آگاممنون می‌خواهد که همچون فاتحان راستین، با گذشتن از فرش ارغوانی (و یا سرخ) قدم به کاخ بگذارد. آگاممنون که این عمل را بسیار خودپسندانه می‌داند از انجام آن سر باز می‌زند: «مرا چون آفریده‌ای میرا خوشامد گویید نه چون یکی از ایزدان». اما در نهایت، با اصرار کلوتایمنسترا به این کار راضی شده و با گذشتن از روی فرشی ارغوانی، وارد کاخ می‌شود.
با خارج شدن آگاممنون و کلوتایمنسترا از صحنه، کاساندرا که تا این لحظه ساکت بوده، دچار خلسه‌ای پرآشوب شده و به آپولون پناه می‌برد. به تدریج هذیان‌گویی پریشان او معنا و مفهوم می‌گیرد و دربارهٔ جنایت شومی که در شرف وقوع است، به گفتگویی مضطربانه با گروه همسرایان می‌پردازد و می‌گوید که خودش نیز به کاخ وارد شده و به قتل خواهد رسید. او ادامه می‌دهد که این قدرت پیشگویی (clairvoyance) را آپولون به او داده اما چون پیشنهاد نزدیکی با آپولون را رد کرده، دچار نفرین او شده، به طوری که هیچ‌کس پیشگویی‌هایش را باور نمی‌کند مگر زمانی که بسیار دیر شده باشد. سپس هذیان‌وار به مرور وقایع هولناکی که در گذشته داخل این کاخ اتفاق افتاده می‌پردازد، گویی خود از نزدیک شاهد آن‌ها بوده‌است. در نهایت در حالی که می‌داند از سرنوشت شوم خود گریزی ندارد، پا به داخل کاخ می‌گذارد و به استقبال مرگ می‌رود. گروه همسرایان مبهوت و مضطرب بر جای می‌مانند تا این‌که فریاد و ناله آگاممنون را از سوی گرمابه کاخ می‌شنوند.
در صحنه بعدی، کلوتایمنسترا را می‌بینیم که بر سر جنازه سلاخی شده آگاممنون و کاساندرا ایستاده و در حالی که تبرزین خونینی را به اهتزاز درآورده، بی هیچ پشیمانی، این جنایت را بر عهده می‌گیرد. آگاممنون کاملاً مشابه حیوانی که قربانی شده باشد کشته شده: با سه ضربه، که آخری همراه با نیایشی برای زئوس بوده‌است. کلوتایمنسترا که مورد شماتت همسرایان سالخورده واقع می‌شود، دلیل این اقدام را گرفتن انتقام خون دخترش بیان می‌کند. سپس آیگیستوس به همراه محافظانش وارد می‌شود و پس از آن‌که خود را پادشاه می‌خواند، خطاب به گروه همسرایان سخنانی خودپسندانه می‌گوید. در اینجا گروه همسرایان و هواداران آگاممنون شمشیر می‌کشند و آماده نبرد با آیگیستوس و محافظانش می‌شوند که کلوتایمنسترا مانع نبرد می‌شود: «ما چندان که می‌بایست زخم خورده‌ایم، پس بیش از این خود را به خون نیالاییم. شما ای سالخوردگان گرامی راه خود گیرید که آنچه پیش آمد به ناگزیر پیش آمد».
نمایشنامه در حالی به پایان می‌رسد که آیگیستوس گروه سالخوردگان را به خاطر درشت‌گویی‌ها، تهدید به مجازات می‌کند و آن‌ها از امیدشان به بازگشت اورستس، پسر آگاممنون و انتقام‌گیری او سخن می‌گویند.

## نیازآوران

### پیش‌درآمد
نیازآوران (انگلیسی The Libation Bearers، یونانی Χοηφόροι, Choēphoroi) دومین بخش از سه‌گانه اورستیا است که به هم پیوستن الکترا و اورستس، فرزندان آگاممنون و انتقام‌گیری آن‌ها را شرح می‌دهد. در این بخش، اورستس، مادر خود کلوتایمنسترا را به خونخواهی قتل پدرش می‌کشد.

### طرح داستان
در ابتدای نمایشنامه می‌بینیم که اورستس به همراه دوستش پیلادس که دوران تبعید در فوکیس را با او گذرانده، در یک گورستان هستند و اورستس در حالی که از هرمس برای انتقام‌جویی یاری می‌طلبد، یک رشته از موهای خود را بر سر مزار آگاممنون می‌گذارد. با رسیدن الکترا، خواهر اورستس، به همراه گروهی از کنیزان حرمسرا، اورستوس و پیلادس پنهان می‌شوند. این زنان، موسوم به نیازآوران، از طرف کلی‌تمنسترا مأمور شده‌اند تا با نثار پیشکش‌هایی از شیر و شراب به مزار آگاممنون، نفرین او را دفع کنند. در پایان این مراسم مذهبی، الکترا رشته مویی بریده را بر مزار می‌بیند و حدس می‌زند، این موها که بسیار شبیه موهای خودش است، متعلق به برادرش اورستس باشد. در این لحظه، اورستس از مخفی‌گاه خود بیرون می‌آید و هویتش را برای خواهرش آشکار می‌کند.
سپس به طولانی‌ترین و پیچیده‌ترین بخش نمایش در متن یونانی می‌رسیم که در آن گروه همسرایان، اورستس و الکترا، در خلسه‌ای هذیان‌وار، به گفتگو با روح آگاممنون می‌پردازند و از او برای گرفتن انتقام قتل خودش یاری می‌طلبند. در پایان این گفتگو، به اورستس گفته می‌شود که: "این زاری و نیایش چندان دراز شد" و "اکنون که از شور مردی سرشاری، بهتر که برخیزی و دست به کاری برآری". اما اورستس نخست مشتاق است که بداند: "از بهر چیست که آن زن این نیازها فرستاه است؟". در اینجا به او گفته می‌شود که کلوتایمنسترا در کابوس دیده که ماری به دنیا آورده و آن مار از پستان او شیر آمیخته به خون می‌نوشد. او که این رؤیا را هشداری از خشم خدایان پنداشته، "فرمان داده تا به درمان هراسش بشتابند و این نیازها بر گور مرده برند". اورستس که خودش را همان مار در کابوس مادرش می‌داند، به همراه خواهرش الکترا، نقشه قتل کلوتایمنسترا و آیگیستوس را طراحی می‌کنند.
در انتهای نمایش، اورستس و پیلادس، که وانمود کرده‌اند مسافرانی عادی از اهالی فوکیس، تبعیدگاه اورستس هستند، بر در کاخ حاضر می‌شوند و اعلام می‌کنند برای ملکه پیغام مهمی آورده‌اند. آن‌ها سپس به کلوتایمنسترا خبر مرگ اورستس را می‌دهند و در ازای آن تقاضای مهمان‌نوازی می‌کنند. کلوتایمنسترا، شادمان از این خبر، آن‌ها را به داخل کاخ پذیرفته و قاصدی را به جانب آیگیستوس روانه می‌کند تا این مژده را به او برساند. اما با ورود آیگستوس به کاخ، اورستس هویت خود را آشکار کرده و او را می‌کشد. کلوتایمنسترا که صدای فریادی شنیده به صحنه می‌آید و می‌فهمد آن رهگذر بیگانه که اینک بر سر جنازه آیگیستوس ایستاده، کسی جز پسرش اورستس نیست. اورستس در اینجا با موقعیت دشواری روبه‌روست، کشتن مادر برای خونخواهی قتل پدر. کلوتایمنسترا که بر جان خود بیمناک شده، پستان به دست می‌گیرد "آیا نمی‌ترسی که تیغ بر این سینه فرود آری؟ آیا نه آن سینه است که بر آن آرمیده‌ای و از پستانش شیر مکیده‌ای؟". اورستس که دچار تردید شده، به دوستش پیلادس رو می‌کند: "چه می‌بایدم کرد؟ آیا رواست که بر جان مادر خود ببخشایم؟". و او از اورستس می‌خواهد عهدی را که برایش به نام آپولون سوگند یاد کرده فراموش نکند. در اینجا اورستس بی‌درنگ کلوتایمنسترا را می‌کشد و جسدش را به همراه جسد آیگیستوس، در ردای سرخی که به دور پیکر آگاممنون پیچیده شده بود، قرار می‌دهد.
اما به محض خروج از کاخ، اورستس مورد حمله و آزار الاهگان انتقام (موسوم به Erinyes یا Furies) واقع می‌شود که وظیفه‌شان تعقیب و مجازات مجرمان و به ویژه قاتلان است. نمایش در حالی پایان می‌یابد که اورستس، گرفتار در عذابی هولناک، در حال تقلاست و گروه همسرایان با ناله و زاری می‌گویند که چرخه خونریزی و خشونت، با مرگ کلوتایمنسترا پایان نمی‌یابد.

### ارجاع به دیگر نمایشنامه‌های یونانی
Pietro Pucci از دانشگاه Cornell معتقد است که اورپید، در ارجاعی که از نیازآوران، در نمایشنامه خود، «الکترا» آورده‌است، برداشتی اجتماعی جدیدی از رابطه بین حقیقت و مدرک ارائه کرده‌است. اورپید از صحنه‌ای که در آن، الکترا تشخیص می‌دهد رشته مویی را که بر مزار آگاممنون دیده متعلق به برادرش است، انتقاد می‌کند و در نمایشنامه خود، از زبان الکترا بیان می‌کند که تشخیص دادن برادر صرفاً از طریق شباهت رشته موی او مضحک است. آنچه که اورپید در نمایش آشیلوس (به احتمال زیاد عامدانه) نادیده گرفته، اهمیت آیینی این عمل است که باعث می‌شود، شناخت برادر، بیشتر از آن که با شباهت مو ممکن شود، از رابطه‌ای که فرد مذکور با متوفی دارد امکان‌پذیر شود. چرا که تنها یکی از نزدیکان آگاممنون، که به احتمال زیاد قصد جانشینی او را دارد، مبادرت به چنین کاری می‌کند؛ بنابراین الکترا در نمایشنامه آشیلوس، برادرش را با ایمانی که از وی در انجام مراسم آیینی سراغ دارد می‌شناسد. اما در نمایش اورپید، الکترا تنها از روی شواهد موجود قضاوت می‌کند و به این نتیجه می‌رسد که حضور اورستس در اینجا ممکن نیست. این بخش از نمایش اورپید، مربوط به برداشتی از رابطه بین حقیقت و مدرک است که در زمان آشیلوس مرسوم نبوده‌است.
با وجود تفاوت‌های زیاد در نقش‌ها، در تراژدی‌های ادیپوس در مجموعه نمایشنامه‌های افسانه‌های تبای، که توسط سوفوکل نوشته‌اند نیز مشاهده می‌شود که چگونه اشتباه در تشخیص هویت، نفرین‌هایی که چند نسل را دربرمی‌گیرد و انتقام‌جویی، همه و همه باعث نابودی تراژیک یک خاندان می‌شوند. این مجموعه به یونانی کلاسیک، حدود ۳۰ سال پس از مجموعه خاندان آترئوس نگاشته شده و این‌که سوفوکل به هنگام نوشتن آن حداقل از وجود مجموعه خاندان آترئوس آگاه بوده باشد بسیار محتمل است.
در نمایشنامه کمدی قورباغه‌ها (غوکان)، نوشته آریستوفان، شخصیت اورستس نیز همانند بسیاری از آثار معاصر آن دوره، به ریشخند گرفته می‌شود.

## الاهگان انتقام

### پیش‌درآمد
در نمایشنامه الاهگان انتقام (به یونانی Εὐμενίδες به انگلیسی Eumenides یا Furies) که آخرین بخش از سه‌گانهٔ اورستیا است، اورستس، آپولون و الاهگان انتقام، در دادگاهی با حضور آتنا و هیئت منصفه‌ای از اهالی آتن، شرکت می‌کنند تا دربارهٔ مجازات قتل کلوتایمنسترا تصمیم‌گیری شود.

### طرح داستان
داستان از جایی آغاز می‌شود که اورستس، برای رهایی از شکنجه‌های الاهگان انتقام، به معبد آپولون در دلفی پناه برده اما آپولون که از فرونشاندن خشم الاهگان انتقام ناتوان است، به او پیشنهاد می‌کند به همراه هرمس، به آتن سفر کند و از درگاه آتنا کمک بخواهد. سپس آپولون خوابی سنگین بر الاهگان انتقام مستولی می‌کند تا اورستس موقتاً در امان باشد. در اینجا روح کلوتایمنسترا ظاهر شده و بر سر الاهگان انتقام فریاد می‌کشد تا بیدار شوند و تعقیب اورستس را ادامه دهند. آن‌ها به سختی و آهستگی و خرناس‌کشان از خواب بیدار می‌شوند و چون اورستس را نمی‌یابند، خشمگین شده و و به دنبال بوی خون، که خبر از مسیر اورستس می‌دهد به تعقیب او می‌روند. بنا به روایات ذکر شده، این بخش از نمایش، برای تماشاگران چنان هولناک بوده که گزارش شده، زنی به هنگام دیدن این صحنه به خاطر سقط جنین درگذشته است!
در صحنه بعدی نمایش، اورستس را در آتن می‌بینیم که در معبد آتنا، با زاری و تضرع پیش تندیس او به زانو درآمده: «اینک در اینجا تندیس تو را در بر می‌گیرم و داوری تو را به جان دل می‌پذیرم». در این حال الاهگان انتقام سر می‌رسند و او را احاطه می‌کنند: «چه بیهوده یاری می‌جویی. نه آپولون نه آتنا توان آن ندارند که دستی به یاری تو برآرند. دیر نباشد که زی دوزخ بشتابی و از رامش و آرامش در جان خود نشان نیابی». سپس شادمان از یافتن اورستس، رقص‌کنان برای مجازات او آماده می‌شوند که آتنا سر می‌رسد. او پیشنهاد داوری را می‍پذیرد و به همراه یازده نفر از بزرگان آتن، هیئت منصفه دادگاه اورستس را تشکیل می‌دهد. دادگاهی که در آن الاهگان انتقام نقش دادستانی دارند و آپولون نیز به عنوان وکیل مدافع اورستس شرکت کرده‌است.
در دور اول، الاهگان انتقام، اورستس را به خاطر مادرکشی مستحق مجازات می‌دانند و گناه او را بزرگتر از جنایت کلوتایمنسترا در نظر می‌گیرند چرا که در قتل آگاممنون «کشته و کشنده را خون یکی نبود». در دور دوم اما آپولون سعی می‌کند دادگاه را متقاعد کند که در ازدواج و تشکیل خانواده، مقام پدر والاتر از مقام مادر است تا خونخواهی اورستس و به قتل رساندن مادر را به انگیزه گرفتن انتقام خون پدر توجیه کند: «مادر زندگی‌بخش فرزندی نیست که از آن اویش می‌خوانند. او همچون پرستار دانه‌ای است که مردان در او می‌نشانند. زن بسا چون بیگانه‌ای باشد که مرد جوانه‌ای را به او می‌سپارد». و برای اثبات سخنش چگونگی تولد آتنا را دلیل می‌آورد که تنها از پدرش زئوس و بدون مادر زاده شده‌است: «شاهدی اگر می‌خواهی هم‌اکنون پیش چشم دارم و بانوی بزرگوار آتنا را به شهادت می‌آورم. این زادهٔ زئوس، که هرگز ظلمت زهدان ندیده است و همچون گلی از تارک پدر روییده است».
پس از اقامه ادلهٔ طرفین، رای‌گیری با ریختن سنگریزه‌ها در دو ظرف آغاز می‌شود و آتنا با دادن آخرین رأی اعلام می‌کند که اگر آرای مخالفان و موافقان مجازات یکسان باشد «اورستس را از این پس آزاد شمارید». در نهایت همین اتفاق می‌افتد و آتنا اعلام می‌کند اورستس از کیفر خونی که ریخته در امان است. الاهگان انتقام، خشمگین از رأی دادگاه، مردم آتن را تهدید می‌کنند: «وای بر شما نوخدایان که قانون دیرینه را زیر پا نهادید … پس اکنون بمانید و بنگرید که چون توفان خشم بر این مردم می‌گماریم و باران زهر بر ایشان می‌باریم. نه بر کشتزاری خوشه‌ای، نه بر درختی برگی و نه در زهدانی نطفه‌ای می‌گذاریم». اما آتنا خشم آن‌ها را فرومی‌نشاند و برای زدودن اندوه از دل‌هایشان، با اعطای مقام شهروندی آتن به آن‌ها، از این پس ایشان را به لقب Eumenides (مهربانان) مفتخر می‌کند و از ایشان می‌خواهد برای آتن آرزوی خیر و برکت کنند. الاهگان انتقام پیشنهاد آتنا را می‌پذیرند و شادمان از یافتن مسکنی در آتن، برای این شهر طلب برکت می‌کنند: «دور از گزند خشکسالی و آفت باد، هر میوه‌ای که پرورده این خاک است. رمه‌ها را زادهٔ بسیار و شیر فراوان باد».
در انتها، نمایش با فریادهای شادمانی مردم آتن به پایان می‌رسد.

## تحلیل اورستیا
نفرین خاندان آترئوس که از نیاکان آگاممنون آغاز شده و تا فرزندان او ادامه دارد، از داستان‌های شناخته شدهٔ اساطیر یونانی است. تراژدی‌نویس‌های یونانی غالباً برای طرح نمایش‌های خود به سراغ اسطوره‌های موجود می‌رفتند و پس از انتخاب یک روایت اسطوره‌ای خاص، ضمن التزام به بدنهٔ آن، رخدادها، جزئیات و پرداخت آن را به فراخور مقاصد دراماتیک خود تغییر می‌دادند. در این راستا، آشیلوس چارچوب کلی اسطورهٔ خاندان آترئوس را به منظور تحلیل و تبیین جایگاه دادگاه و نظام قضایی در آتن پانصد سال پیش از میلاد وام گرفته‌است و سه گذار را مطرح کرده‌است که هر یک نیازمند بررسی جداگانه‌اند.
- گذار از خون‌خواهی شخصی به دادرسی عمومی: تا پیش از پیاده‌سازی نظام دادرسی در آتن عدالت مقوله‌ای شخصی به حساب می‌آمد و هر کس اجرای عدالت را حق و حتی وظیفه خود می‌دید. به عنوان نمونه، اگر فردی همسایهٔ خود را به قتل می‌رساند، خویشاوندان همسایه او را به قتل می‌رساندند و سپس خویشاوندان آن فرد آن‌ها را و… آشیلوس در اورستیا، بر هر دو وجه مشکل‌ساز چنین نظامی انگشت می‌گذارد؛ نخست آنکه پایانی برای این زنجیرهٔ خون‌ریزی و خون‌خواهی نیست. داستان نفرین خاندان آترئوس به واسطهٔ زنجیرهٔ هولناک تجاوز، برادرکشی و جنایات میان نسلی و میان جنسیتی مجال مناسبی برای پروراندن و لمس این استدلال فراهم کرده‌است. دوم آنکه گاه اجرای عدالت توسط شخص بسیار پیچیده خواهد شد. موقعیت اورستس و الکترا به عنوان فرزندانی که باید در مقام خون‌خواهی پدر خود مادرشان را به قتل برسانند به خوبی این تضاد و تلاقی را به تصویر می‌کشد. گنجانیدن تأسیس دادگاه توسط آتنا و اجرای اولین محاکمهٔ آن در بدنهٔ کلی اسطورهٔ خانهٔ آترئوس، که از بدعت‌های خلاق آشیلوس است، نیز در راستای گره‌گشایی از وضعیت پیش آمده است.[۴]
- گذار از قهرمانان به انسان‌های متعارف: پژوهش‌گران تخمین می‌زنند که اولین دادگاه آتنی در اوایل قرن ششم پیش از میلاد و حدود یک و نیم قرن پیش از نخستین اجرای اورستیا برگزار شده‌است.[۴] با این وجود به لحاظ زمانی، پردهٔ اورستیا بلافاصله پس از بازگشت آگاممنون از جنگ ده سالهٔ تروا، یعنی پیش از پانصد سال پیش از اولین دادگاه آتنی کنار می‌رود. چرایی این به عقب بردنِ زمان ممکن است به اسطورهٔ پیدایش هزیود در کارها و روزها نامربوط نباشد، چه در آنجا پایان جنگ تروا مقارن است با پایان عصر قهرمانی اسطوره و آغاز عصر کنونی (عصر آهن) و تولد انسان‌های متعارف.[۵] هزیود از روایت اعصار پنج‌گانه به منظور طرح «عطش خود برای برقراری عدالت و مبارزه با بیداد و ظلم» و «به اعتباری نقد و طرد ارزش‌های هومری» استفاده می‌کند، چراکه در نظر هومر، شکست قربانیان قدرت، نمایانگر برتری و فضیلت قهرمانان هومری است و مسئلهٔ حق برای این قربانیان مطرح نیست.[۶] الاهگان انتقام در وصف این شرایط خطاب به آپولون (و پدرش زئوس) می‌گویند:

«زمین هر چه خون و پلشتی است از سینه سر برآورده‌ست
و رخسار آدمیان بدین گند تبه کرده‌ست.
ای نهان بین آسمانی، بنگر که خون در اجاق فروزان خود کرده‌ای
و خود به دست خویش حرمت این جایگاه مینوی برده‌ای.
قانون آسمان را شکسته‌ای و دل بر خاکیان بسته‌ای.»
- گذار از آریستوکراسی به دموکراسی: همچنین صحنهٔ اجرای دادگاه نهایی، معبد آرئوپاژ است که محل تجمع شورایی است که یکی از مهم‌ترین نهادهای آریستوکراسی یونان در گذشته بوده و نقش بسزایی در قانون‌گذاری و اجرای قوانین داشته، اما چهار سال پیش از نخستین اجرای اورستیا در ۴۵۸ پیش از میلاد و در راستای اصلاحات سیاسی‌ای که بعدها منجر به ظهور دموکراسی گردید، اختیاراتش به شدت کاهش یافته و مسئولیت آن به رسیدگی به موارد قتل، آتش‌سوزی و ضرب و شتم محدود شده‌است. پژوهشگران هم‌نظر هستند که آشیلوس در زمان نگارش اورستیا، اصلاحات یادشده را در پس ذهن داشته‌است. با این وجود، در مورد آرای آشیلوس در مورد این اصلاحات، آن‌طور که در اورستیا آمده است، اختلاف نظر وجود دارد: برخی بر این باورند که او محدود کردن قدرت شورای آرئوپاژ توسط اصلاح‌طلبان را نکوهیده است. در مقابل، عده‌ای دیگر بر این باورند که او در میان سطور اورستیا با اعضای شورای آرئوپاژ از اهمیت رسالت دادرسی آن‌ها سخن می‌گوید.

فارغ از این که او خود کدام را نکوهیده یا ستوده است، بدیهی است که آشیلوس در اورستیا، گذار از عصر قهرمانان به عصر انسان‌های متعارف، از آریستوکراسی به دموکراسی و از دادرسی الهی به دادگاه قضایی را به صحنه آورده‌است.